# Ornithogalum rogersii
Ornithogalum rogersii är en sparrisväxtart som beskrevs av John Gilbert Baker. Ornithogalum rogersii ingår i släktet stjärnlökar, och familjen sparrisväxter. Inga underarter finns listade i Catalogue of Life.